# 理夏德·索布恰克
理夏德·索布恰克（波蘭語：Ryszard Sobczak，1967年11月2日—），波兰男子击剑运动员。他曾代表波兰参加1992年、1996年和2000年夏季奥林匹克运动会击剑比赛，获得一枚银牌和一枚铜牌。